# Église du Santuccio
L'église du Santuccio (Chiesa del Santuccio) est une des églises de Sienne qui se situe 69 bis de la via Roma.

## Historique
L'église initiale dédiée à Santa Maria degli Angeli près de la Porta Romana, plus connue sous le nom d'église de Santuccio, est celle du monastère fondé en 1320 par des religieuses augustines de Melianda, une localité située entre Buonconvento et Serravalle.
Celles-ci, après avoir vendu leurs biens situés à cet endroit, ont déménagé à Sienne à la Porta dell’Oliviera où fut fondé le nouveau couvent dit du Santuccio du nom de leurs principaux bienfaiteurs les Santucci.
L'église, construite en 1352, fut restructurée en 1557.
En 1678 les sœurs font restaurer complètement l'église, comme l'atteste la date gravée sur les autels latéraux (MDCLXXVIII), bien qu'on trouve la date 1649 découverte plus récemment dans les derniers travaux entrepris dans le bâtiment.

## Description
La façade de brique rouge est l'œuvre d'Annibale-Brizio Bichi. 
À l'intérieur, sur le maître-autel, se trouve un tableau de la Vierge à l'Enfant (Madonna col Bambino e i Santi Agostino, Monica, Galgano, Guglielmo d’Aquitania e un santo agostiniano) commencée par Francesco Vanni en 1610, année de sa mort, continuée par Ventura Salimbeni, mort en 1613 et finalement achevée par Sebastiano Folli en 1614. On y trouve aussi un Concert d'anges (Concerto di angeli) de Ventura Salimbeni datant de 1612.
La décoration à fresque le long des parois (six panneaux) est l'œuvre de Ventura Salimbeni illustrant la Vie de saint Galgano (Sogno di San Galgano car les reliques du saint étaient conservées dans un reliquaire placé dans une niche de l'autel de gauche (aujourd'hui transféré dans le musée de lŒuvre du Duomo) :
1. Un miracle : trois hommes qui avaient outragé San Galgano sont punis : un est dévoré par un loup, un autre frappé par la foudre et le troisième est noyé dans un tonneau ;
2. San Galgano à genoux adorant l'épée libérant un possédé ;
3. San Galgano à genoux entre deux anges, adorant l'épée plantée dans le rocher ;
4. San Galgano dormant, couché sur des marchandises, recevant la vision d'un ange ;
5. San Galgano, descendu de cheval et tenant les rênes, un genou enterre, adorant un ange ;
6. San Galgano nu recouvert de feuilles, recevant la visite de ses parents.

D'autres peintures, sur les lunettes, sont de Simondio Salimbeni (de), fils de Ventura Salimbeni, représentant les épisodes de la Naissance du Christ : l’Adorazione dei Re Magi, la Natività, la Deposizione di Cristo, Gesù andando al Calvario incontra le tre Marie, l’Orazione nell’Orto, la Fuga in Egitto, la Circoncisione.